# ベクター・インフォマティック

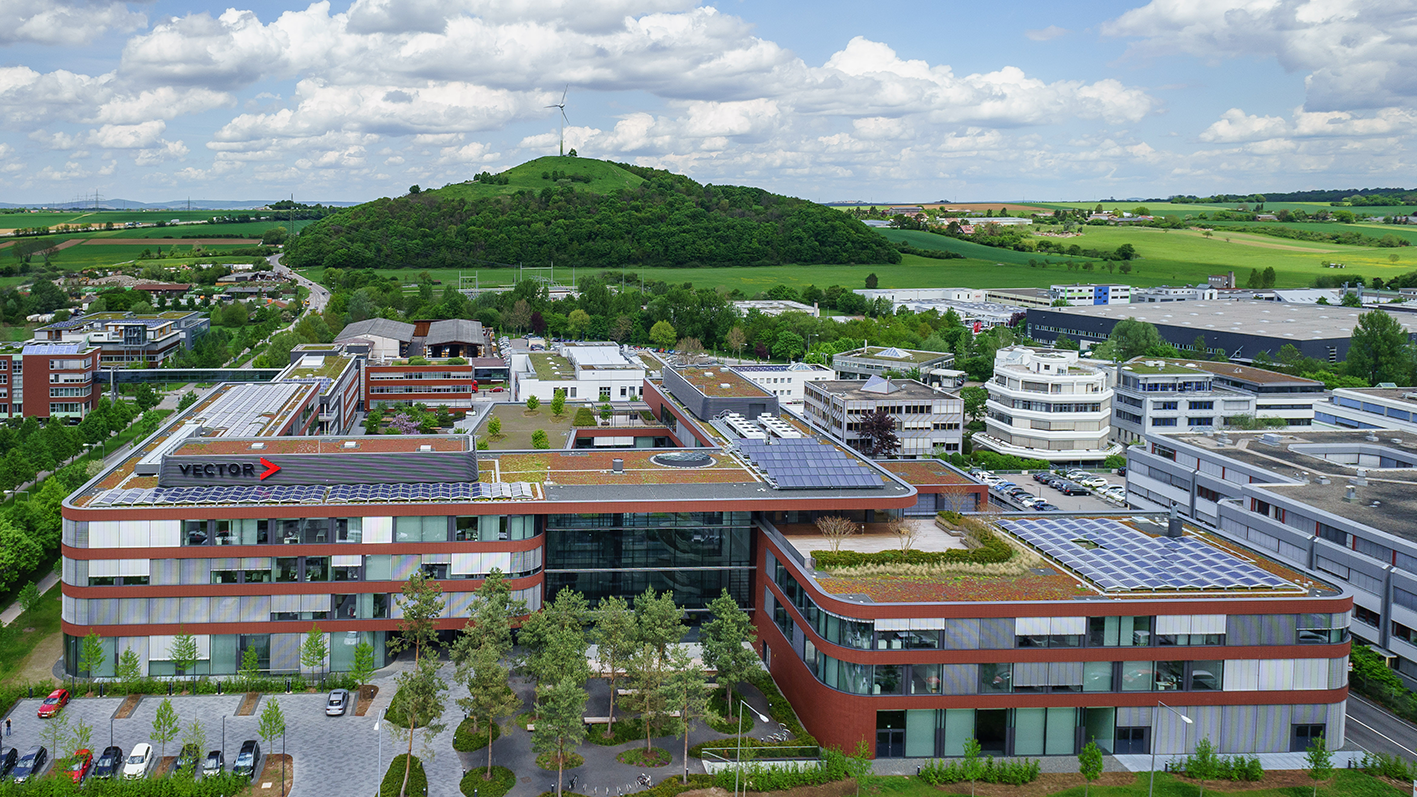
Vector Informatik GmbH本社のメインビル

Vector Informatik（日本での通称は、ベクター）は、CAN、LIN、FlexRay、MOST、Ethernet、AFDX、ARINC 429、SAE J1708などのシリアルバスシステムベースの電子システムとネットワーク開発のためのソフトウェアツールとコンポーネントを提供しており、SAE J1939、SAE J1587、ISO 11783、NMEA 2000、ARINC、CANaerospace、CANopenなどCANベースのプロトコルにも対応している。
本社はドイツのシュツットガルトにあり、ドイツ国内支社は、ブラウンシュヴァイク、ミュンヘン、ハンブルク、レーゲンスブルクにある。ほかに、ブラジル、中国、フランス、イタリア、イギリス、インド、日本、韓国、オーストリア、スウェーデン、アメリカに支社を持つ。また、技術製品開発の最適化を専門とするコンサルティング会社であるVector Consulting Services GmbHもある。これらの企業を総称して、ベクターグループ（Vector Group）と呼ばれる。

## 沿革[5]
1988年4月1日、Eberhard Hinderer、Martin Litschel、Dr. Helmut Schellingが、Vector Software GmbHを設立。 1992年、会社名をVector Informatik GmbHに変更し、初の製品となるCANalyzer（読み方：キャナライザー）の販売を開始して売上高が100万ユーロを超えた。 1996年、CANoe（読み方：キャヌー）およびCANape（読み方：キャナピー）の販売を開始。
1997年にはVector CANtech（アメリカ）、1998年にはベクター・ジャパン株式会社、2001年にはエンジニアリングプロセスの開発と最適化の専門的なサポートを提供するVector Consulting GmbHが設立された。
2006年にはドイツのMicron Electronic Devices AGの4mソフトウェア部門を買収し、ベクターグループの売上高は1億ユーロを超えた。2007年にはVector Korea、2009年にはVector Great Britain、Vector India、Vector Chinaが設立された。
2011年8月、ベクターの経営陣4人がベクターグループの所有権をベクター財団（非営利財団）およびベクターファミリー財団に譲渡。2011年9月、ベクターグループの社員数は1,000人に達した。2013年にはVector Austria、2014年にはVector BrasilとVector Italyが設立された。
2017年1月18日、Vector Informatikは、組み込みソフトウェア用テストプラットフォーム「VectorCAST」を開発していたアメリカ企業Vector Software, Inc.を買収して完全子会社化した。
2018年6月、Vector Informatikは、航空、宇宙、自動車、鉄道などの分野のソフトウェアとシステム開発プロジェクトのモニタリングを専門としていたフランス企業Squoring Technologies SASを買収して完全子会社化した。

## 事業分野
前述のとおり、ベクターは、CAN、LIN、FlexRay、MOSTなどのシリアルバスシステムベースの電子システムとネットワーク開発を提供しており、SAE J1939やCANopenなどのCANベースのプロトコルにも対応している。主要分野は、車両の電子制御モジュールである。車載Ethernet、E-モビリティ、AUTOSAR Adaptive、自動運転 (AD)、先進運転支援システム (ADAS)、コネクテッド、セーフティ／セキュリティ、Software-Defined Vehicle（ソフトウェア・デファインド・ビークル／SDV）、Vehicle OSなどの先進技術においても、ソフトウェア開発者に組み込みシステム開発に必要なツールやソフトウェアコンポーネントを提供している。ほかの分野、たとえば、商用車、建機、農機、航空宇宙 (アビオニクスネットワーク、ハイブリッド電動航空機)、鉄道、輸送、医療機器、産業機器 (インダストリー4.0、IIoT)などの分野でもソリューションが使われている。
- Diagnostic validation with GM[9]
- AUTOSAR PDUs with FlexRay at AUDI[10]
- Optimizing driver assistance systems at BMW[11]
- XCP-on-FlexRay at Audi[12]
- Efficiency and quality in gear drive calibration at ZF[13]
- Wireless interfacing of development and analysis tools at Bomag AG[14]
- Integrated diagnostic and flash solution for LuK GmbH[15]
- Car2x/DSRC communication[16]

## 製品
同社の主要製品（一部）は以下のとおり：
- CANalyzer：CAN、FlexRay、Ethernet、LIN、MOST、その他のCANベースのプロトコル向け解析ツール[17]
- CANoe：シミュレーション、診断、車載ECU用テストツールをサポートする開発ツール[18]。世界中のほとんどの自動車メーカー、トラックメーカー、サプライヤーが使用
- CANape：自動車業界メーカーおよびECUサプライヤーがECU内のアルゴリズムをランタイムでキャリブレーションするために広く使用されている開発ソフトウェア[19]
- CAN、FlexRay、LIN、AUTOSARなどに対応した組み込みソフトウェアコンポーネント：これらのコンポーネントは、電子部品ネットワークを備えた世界中のほぼすべての自動車に搭載されている[20][21]